# Alfa proces
Alfa proces, také známý jako alfa žebřík, je, společně s 3-alfa reakcí, jedním ze dvou typů reakcí, kterými se ve hvězdách přeměňuje helium na těžší prvky. Při 3-alfa reakci je spotřebováváno pouze helium, ze kterého vzniká uhlík. Jakmile se nahromadí dostatek uhlíku, následují další reakce, které již tvoří alfa proces, přičemž spolu reagují helium a produkt předchozí reakce:
{\displaystyle {\begin{array}{ll}{\ce {_6^{12}C + _2^4He -> _8^{16}O + \gamma}}&E=7{,}16\ \mathrm {MeV} \\{\ce {_8^{16}O + _2^4He -> _{10}^{20}Ne + \gamma}}&E=4{,}73\ \mathrm {MeV} \\{\ce {_{10}^{20}Ne + _2^4He -> _{12}^{24}Mg + \gamma}}&E=9{,}32\ \mathrm {MeV} \\{\ce {_{12}^{24}Mg + _2^4He -> _{14}^{28}Si + \gamma}}&E=9{,}98\ \mathrm {MeV} \\{\ce {_{14}^{28}Si + _2^4He -> _{16}^{32}S + \gamma}}&E=6{,}95\ \mathrm {MeV} \\{\ce {_{16}^{32}S + _2^4He -> _{18}^{36}Ar + \gamma}}&E=6{,}64\ \mathrm {MeV} \\{\ce {_{18}^{36}Ar + _2^4He -> _{20}^{40}Ca + \gamma}}&E=7{,}04\ \mathrm {MeV} \\{\ce {_{20}^{40}Ca + _2^4He -> _{22}^{44}Ti + \gamma}}&E=5{,}13\ \mathrm {MeV} \\{\ce {_{22}^{44}Ti + _2^4He -> _{24}^{48}Cr + \gamma}}&E=7{,}70\ \mathrm {MeV} \\{\ce {_{24}^{48}Cr + _2^4He -> _{26}^{52}Fe + \gamma}}&E=7{,}94\ \mathrm {MeV} \\{\ce {_{26}^{52}Fe + _2^4He -> _{28}^{56}Ni + \gamma}}&E=8{,}00\ \mathrm {MeV} \end{array}}}
Energie E se uvolní převážně jako záření gama.
Tato řada končí u 56Ni, neboť při pohlcení jádra helia tímto nuklidem se energie spotřebovává (reakce je endotermní).
Všechny tyto reakce probíhají při teplotách a tlacích uvnitř hvězd jen v malé míře a tak nejsou významným zdrojem energie hvězdy; prvky těžší než neon vznikají stálé obtížněji kvůli rostoucím Coulombovým bariérám.
Prvky alfa procesu jsou pojmenovány podle toho, že vznikají při tomto procesu, jako izotopy, které mají nukleonová čísla dělitelná čtyřmi. Stabilními produkty alfa procesu jsou izotopy C, O, Ne, Mg, Si, S, Ar a Ca. Jsou syntetizovány před zahájením spalování křemíku, které je prekurzorem supernov II. typu. Křemík a vápník jsou tvořeny výhradně při alfa procesu.
Rozšíření alfa prvků ve hvězdách se často vyjadřuje logaritmicky:
{\displaystyle [\alpha /{\ce {Fe}}]=\log _{10}{\left({\frac {N_{\alpha }}{N_{{\ce {Fe}}}}}\right)_{Star}}-\log _{10}{\left({\frac {N_{\alpha }}{N_{{\ce {Fe}}}}}\right)_{Sun}}}
,kde {\displaystyle N_{\alpha }} a {\displaystyle N_{{\ce {Fe}}}} je obsah alfa prvků a železa.